# Liste der Baudenkmäler in Gundelfingen an der Donau
Auf dieser Seite sind die Baudenkmäler in der schwäbischen Stadt Gundelfingen an der Donau zusammengestellt. Diese Tabelle ist eine Teilliste der Liste der Baudenkmäler in Bayern. Grundlage ist die Bayerische Denkmalliste, die auf Basis des Bayerischen Denkmalschutzgesetzes vom 1. Oktober 1973 erstmals erstellt wurde und seither durch das Bayerische Landesamt für Denkmalpflege geführt wird. Die folgenden Angaben ersetzen nicht die rechtsverbindliche Auskunft der Denkmalschutzbehörde.

## Stadtbefestigung
Die Ummauerung der Ackerbürgerstadt ist nur in Resten erhalten und z. T. überbaut im nordöstlichen und
östlichen Bereich, Südmauer und südwestlicher Bereich stark überbaut, 13.–15. Jh. Aktennummer D-7-73-136-1.

| Lage                                                            | Objekt      | Beschreibung | Akten-Nr.              | Bild           |
| --------------------------------------------------------------- | ----------- | --- | ---------------------- | -------------- |
| Professor-Bamann-Straße 1 (Standort)                            | Unteres Tor | fünfgeschossiger Torturm mit stichbogiger Durchfahrt und Blendfeldern an den beiden obersten Geschossen, Sockelgeschoss 13. Jahrhundert, Obergeschoss 17. Jahrhundert, vierseitiger Zwiebelhelm mit Laterne und Dacherkern, 18. Jahrhundert; Anbau mit Treppe; zweigeschossiger, giebelständiger Satteldachbau mit Ladeluke und Aufzugsbalken, 18. Jahrhundert | D-7-73-136-30 Wikidata | weitere Bilder |
| An der Stadtmauer, Im Deil, Am Wehrgang, Färbergasse (Standort) | Stadtmauer  | nur in Resten erhalten und z. T. überbaut im nordöstlichen und östlichen Bereich, Südmauer und südwestlicher Bereich stark überbaut, 13.–15. Jahrhundert | D-7-73-136-1 Wikidata  | weitere Bilder |

## Baudenkmäler nach Ortsteilen

### Gundelfingen
| Lage                                        | Objekt                                     | Beschreibung | Akten-Nr.              | Bild                          |
| ------------------------------------------- | ------------------------------------------ | --- | ---------------------- | ----------------------------- |
| Am Wehrgang 11 (Standort)                   | Bürgerhaus                                 | langgestreckter zweigeschossiger Mansarddachbau, im Kern 18. Jahrhundert | D-7-73-136-2 Wikidata  | BW                            |
| An der Stadtmauer 2 (Standort)              | Wohnhaus                                   | zweigeschossiger Traufseitbau mit Frackdach und vorkragendem Fachwerkobergeschoss, 18. Jahrhundert, siehe auch Eintragung Stadtbefestigung | D-7-73-136-3 Wikidata  | BW                            |
| An der Stadtmauer 3 (Standort)              | Wohnhaus                                   | erdgeschossiger Traufseitbau mit Pultdach, an die Stadtmauer gebaut, 18./19. Jahrhundert, siehe auch Eintragung Stadtbefestigung | D-7-73-136-4 Wikidata  | BW                            |
| An der Stadtmauer 4 (Standort)              | Wohnhaus                                   | erdgeschossiger Traufseitbau mit Pultdach, an die Stadtmauer gebaut, 18./19. Jahrhundert, siehe auch Eintragung Stadtbefestigung | D-7-73-136-5 Wikidata  | BW                            |
| Bahnhofstraße 6 (Standort)                  | Ehemalige Münzmühle                        | Wohnhaus und Mühle, zweigeschossiger Satteldachbau mit Schleppgauben, Giebel mit Anschwüngen und Giebeldreieck mit Pyramidenspitze, Ende 18. Jahrhundert | D-7-73-136-11 Wikidata | weitere Bilder                |
| Bahnhofstraße 6 (Standort)                  | Ehemalige Münzmühle                        | Wirtschaftsgebäude, schmaler zweigeschossiger Satteldachbau, Ende 18. Jahrhundert | D-7-73-136-11 Wikidata | Ehemalige Münzmühle           |
| Bahnhofstraße 6 (Standort)                  | Ehemalige Münzmühle                        | Stallgebäude, östlich anschließender zweigeschossiger Satteldachbau mit Giebel wie am Hauptgebäude, Profilgesimse und Stichbogentor, Ende 18. Jahrhundert | D-7-73-136-11 Wikidata | Ehemalige Münzmühle           |
| Bahnhofstraße 6 (Standort)                  | Ehemalige Münzmühle                        | Scheune, westlich anschließender Satteldachbau mit Giebel wie am Hauptgebäude und Stichbogentor; Ende 18. Jahrhundert | D-7-73-136-11 Wikidata | Ehemalige Münzmühle           |
| Günzburger Straße 22 (Standort)             | Katholische Friedhofskirche St. Salvator   | spätgotischer Saalbau mit Dachreiter, flachgedecktes Langhaus mit eingezogenem, dreiseitig geschlossenem Chor mit Netzrippengewölbe, 1512–14, Erweiterung 1683; mit Ausstattung | D-7-73-136-12 Wikidata | BW                            |
| Günzburger Straße 22 (Standort)             | Friedhofsmauer                             | 18./19. Jahrhundert | D-7-73-136-12 Wikidata | BW                            |
| Günzburger Straße 22 (Standort)             | Wappenstein                                | Kalkstein mit den Jahreszahlen 1799 und 1581, an der Einfahrt zum Friedhof | D-7-73-136-12 Wikidata | BW                            |
| Hauptstraße 26 (Standort)                   | Ehemaliges Gasthaus zum Stern              | zweigeschossiger Walmdachbau über hohem Kellergeschoss mit Putzgliederung und Zwerchhaus mit geschweiftem Giebel, 17. Jahrhundert | D-7-73-136-13 Wikidata | weitere Bilder                |
| Hauptstraße 28 (Standort)                   | Bürgerhaus                                 | zweigeschossiger Giebelbau mit Satteldach und Profilgesimsen, beide geschweifte Giebel durch profilierte Gesimse und Pilaster gegliedert, wohl 17. Jahrhundert | D-7-73-136-14 Wikidata | weitere Bilder                |
| Hauptstraße 29 (Standort)                   | Nischenfigur                               | hl. Joseph, 1. Hälfte 18. Jahrhundert (im Mai 2012 nicht vorhanden!) | D-7-73-136-15 Wikidata | BW                            |
| Hauptstraße 30 (Standort)                   | Gasthaus zum Kreuz                         | zweigeschossiger, giebelständiger Satteldachbau über hohem Kellergeschoss, dreigeschossiger, geschweifter Giebel mit Profilgesimsen und Lisenen, frühes 17. Jahrhundert | D-7-73-136-16 Wikidata | weitere Bilder                |
| Hauptstraße 36 a, 36 b (Standort)           | Durchlass                                  | überbauter Durchgang zwischen Mauerzug und Hauptstraße 36, mit Balkendecke | D-7-73-136-18 Wikidata | Durchlass                     |
| Hauptstraße 43 (Standort)                   | Bürgerhaus                                 | zweigeschossiger, giebelständiger Satteldachbau mit profiliertem Traufgesims und Mittelportal in Werksteingewände, 2. Hälfte 18. Jahrhundert | D-7-73-136-19 Wikidata | Bürgerhaus                    |
| Kalte Gasse 1 (Standort)                    | Bürgerhaus                                 | zweigeschossiger Traufseitbau über hohem Kellergeschoss mit Mezzaningeschoss und flachem Satteldach, profiliertes Traufgesims und Putzdekor, im Kern 18. Jahrhundert | D-7-73-136-22 Wikidata | BW                            |
| Kirchplatz 1 (Standort)                     | Katholische Stadtpfarrkirche St. Martin    | Saalbau mit Westturm, Langhaus mit Stichkappentonne und eingezogenem Chor, nördlich angebaut Leonhardskapelle, achteckiger Raum mit flacher Pendentifkuppel, Süd- und Westwand 1180–1220, Chor 15. Jh., Turmerhöhung um 1510, Erweiterung Langhaus 1562/63, Kapelle 1733, Umgestaltung und Erneuerung durch Johann Windschmidt und Matthias Kraus, 1735; mit Ausstattung | D-7-73-136-23 Wikidata | weitere Bilder                |
| Kirchplatz 1 (Standort)                     | Denkmal                                    | zur Erinnerung an die Schlacht von 1462, gusseisernes Kreuz, bezeichnet 1862 | D-7-73-136-27 Wikidata | Denkmal                       |
| Kirchplatz 4 (Standort)                     | Bürgerhaus                                 | zweigeschossiger Satteldachbau über hohem Kellergeschoss mit steilem Giebel und profiliertem Traufgesims, wohl 17. Jahrhundert | D-7-73-136-24 Wikidata | Bürgerhaus                    |
| Kirchplatz 5 (Standort)                     | Wohnhaus                                   | zweigeschossiger Satteldachbau, im Kern wohl Fachwerk, 17./18. Jahrhundert | D-7-73-136-25 Wikidata | Wohnhaus                      |
| Lauinger Straße 31 (Standort)               | Sühnekreuz                                 | mittelalterlich | D-7-73-136-28          | BW                            |
| Luitpoldstraße 1 (Standort)                 | Wohnhaus                                   | zweigeschossiger, traufständiger Satteldachbau mit Werkstattanbau, Fassade im Neurenaissancestil, 1891 | D-7-73-136-49 Wikidata | Wohnhaus                      |
| Obere Bleiche 1 (Standort)                  | Ehemalige Walkmühle                        | zweigeschossiger Walmdachbau mit profiliertem Traufgesims, um 1720 | D-7-73-136-29 Wikidata | BW                            |
| Obere Bleiche 1 (Standort)                  | Scheune                                    | Mitte 19. Jahrhundert | D-7-73-136-29 Wikidata | BW                            |
| Professor-Bamann-Straße 4 (Standort)        | Bürgerhaus                                 | zweigeschossiges Giebelhaus mit Satteldach, 18. Jahrhundert, im Kern wohl älter | D-7-73-136-32 Wikidata | Bürgerhaus                    |
| Professor-Bamann-Straße 6 (Standort)        | Bürgerhaus                                 | zweigeschossiges Giebelhaus mit Satteldach, dreigeschossiger Volutengiebel mit Profilgesimsen, Anfang 18. Jahrhundert | D-7-73-136-33 Wikidata | Bürgerhaus                    |
| Professor-Bamann-Straße 14 (Standort)       | Ehemaliges Pfarrhaus                       | zweigeschossiger Bau mit Mansardwalmdach und Zwerchgiebel, um 1815 | D-7-73-136-34 Wikidata | Ehemaliges Pfarrhaus          |
| Professor-Bamann-Straße 16 (Standort)       | Bürgerhaus                                 | zweigeschossiges Traufseithaus mit Mansarddach, Ende 18. Jahrhundert | D-7-73-136-35 Wikidata | Bürgerhaus                    |
| Professor-Bamann-Straße 18 (Standort)       | Bürgerhaus                                 | dreigeschossiges Traufseithaus mit Satteldach und vorkragenden Fachwerkobergeschossen, verputzt, wohl 16./17. Jahrhundert | D-7-73-136-36 Wikidata | Bürgerhaus                    |
| Professor-Bamann-Straße 20 (Standort)       | Ehemaliges Gasthaus zur Krone              | zweigeschossiger Giebelbau mit Satteldach über hohem Kellergeschoss, 17./18. Jahrhundert, 1919 erneuert | D-7-73-136-37 Wikidata | Ehemaliges Gasthaus zur Krone |
| Professor-Bamann-Straße 22 (Standort)       | Rathaus                                    | Dreigeschossiger Satteldachbau mit Schweifgiebel und Dachreiter, Putzdekor, 1677/78 erbaut; mit Ausstattung | D-7-73-136-38 Wikidata | weitere Bilder                |
| Schlachteggstraße 3 (Standort)              | Schloss Schlachtegg                        | zweigeschossige Zweiflügelanlage mit Satteldach, Nordsüdflügel mit Zinnengiebel, 1553–1560, Ostwestflügel, Zwerchhaus mit Volutengiebel und Dachreiter, 1. Hälfte 17. Jh., im Erdgeschoss Michaelskapelle, um 1690 | D-7-73-136-39 Wikidata | weitere Bilder                |
| Schlachteggstraße 3 (Standort)              | Schloss Schlachtegg                        | Stall- und Scheunenbau, erdgeschossiger Satteldachbau mit zwei Korbbogentoren, 18. Jh. | D-7-73-136-39 Wikidata | weitere Bilder                |
| Schlachteggstraße 3 (Standort)              | Schloss Schlachtegg                        | Schlossmauer mit Torpfeilern und schmiedeeisernem Gitter, im Kern wohl gleichzeitig, Gitter Ende 18. Jh. | D-7-73-136-39 Wikidata | weitere Bilder                |
| Sitzenbergerstraße 2 (Standort)             | Katholische Spitalkirche Mariä Himmelfahrt | Einschiffiger Bau mit Fassadenturm, Langhaus mit Stichkappentonne und eingezogenem Chor, von Johann Windschmidt, 1720–1722; mit Ausstattung | D-7-73-136-41          | weitere Bilder                |
| Sitzenbergerstraße 4 a, 4 b, 4 c (Standort) | Westflügel des Spitals                     | zweigeschossiger Satteldachbau mit Vorkragung über Stichbögen, im Kern wohl 15. Jahrhundert, Dachwerk 1668 (dendrochronologisch datiert), 1775 verändert, 1989/90 stark erneuert. | D-7-73-136-42 Wikidata | weitere Bilder                |
| Sitzenbergerstraße 17 (Standort)            | Fachwerkstadel                             | wohl 17./18. Jahrhundert | D-7-73-136-43 Wikidata | BW                            |
| Untere Vorstadt 17 (Standort)               | Brauerei-Gasthof Bucher                    | zweigeschossiger, giebelständiger Satteldachbau mit dreigeschossigem Volutengiebel und neubarockem Putzdekor, bezeichnet 1910. | D-7-73-136-44 Wikidata | weitere Bilder                |

### Echenbrunn
| Lage                          | Objekt                                     | Beschreibung | Akten-Nr.              | Bild           |
| ----------------------------- | ------------------------------------------ | --- | ---------------------- | -------------- |
| An der Weberei 2 (Standort)   | Ehemaliges Obermeisterhaus                 | zweigeschossiger Walmdachbau mit Ecklisenen und breitem Traufgesims, von Otto Bauhofer, 1928                                                                     | D-7-73-136-51 Wikidata | BW             |
| Lauinger Straße 55 (Standort) | Wohnhaus                                   | erdgeschossiger Giebelbau mit Satteldach, um 1911 | D-7-73-136-54 Wikidata | BW             |
| Vogteistraße 7 (Standort)     | Katholische Pfarrkirche Maria Immaculata   | barocker Saalbau mit Dachreiter, Langhaus mit Stichkappentonne und eingezogenem Chor, von Johann Windschmidt, 1730; mit Ausstattung                              | D-7-73-136-45 Wikidata | weitere Bilder |
| Vogteistraße 9 (Standort)     | Ehemaliges Klostergebäude, jetzt Pfarrhaus | zweigeschossiger Satteldachbau über hohem Kellergeschoss, 1732; Ummauerung mit Spitzbogentor, wohl noch 16. Jahrhundert                                          | D-7-73-136-46 Wikidata | BW             |
| Vogteistraße 11 (Standort)    | Forsthaus                                  | zweigeschossiger Satteldachbau mit Segmentbogenfenstern und rundbogigen Einfahrten, 1732, Umbau 1757/57; Ummauerung mit Spitzbogentor, wohl noch 16. Jahrhundert | D-7-73-136-48 Wikidata | BW             |

### Peterswörth
| Lage                                | Objekt                                     | Beschreibung | Akten-Nr.              | Bild           |
| ----------------------------------- | ------------------------------------------ | --- | ---------------------- | -------------- |
| Peterswörther Straße 108 (Standort) | Katholische Pfarrkirche St. Peter und Paul | Saalbau mit quadratischem, blockhaftem Turm an der Südseite, Langhaus mit Stichkappentonne und dreiseitigem Schluss, Zentralbaucharakter, von Johann Windschmidt, 1738/39, Erweiterung 1743; mit Ausstattung; in ummauertem Friedhof | D-7-73-136-47 Wikidata | weitere Bilder |

## Abgegangene Baudenkmäler
In diesem Abschnitt sind Objekte aufgeführt, die früher einmal in der Denkmalliste eingetragen waren, jetzt aber nicht mehr existieren, z. B. weil sie abgebrochen wurden. Aktennummern in diesem Abschnitt sind ehemalige, jetzt nicht mehr gültige Aktennummern.

| Lage                                 | Objekt           | Beschreibung                                                                                    | Akten-Nr.              | Bild             |
| ------------------------------------ | ---------------- | ----------------------------------------------------------------------------------------------- | ---------------------- | ---------------- |
| Gundelfingen Kirchplatz 6 (Standort) | Ehemalige Schule | zweigeschossiges Traufseithaus mit Satteldach und profiliertem Traufgesims, von Joh. Holl, 1805 | D-7-73-136-26 Wikidata | Ehemalige Schule |